# Hans Sandby
Hans Sandby var en dansk tennisspiller; medlem af KB Tennis. Han vandt med Ove Frederiksen det danske mesterskaber i herredouble 1910.